# Classe de trafic routier en France
Dans le domaine routier, on utilise la notion de classe de trafic dans le dimensionnement des chaussées.
Selon la méthode française de dimensionnement des structures de chaussées, pour choisir les couches de surface, il est nécessaire de connaître le nombre de poids lourds moyen journalier annuel à la mise en service, c'est la classe de trafic Ti.
Pour choisir la nature et l’épaisseur des différentes couches composant la chaussée, il est nécessaire de connaître le nombre de poids lourds qu'aura à supporter la chaussée durant sa vie, c'est la classe de trafic cumulé (TCi).

## Lepoids lourd
En France le poids lourd est défini par la norme NF P 98-082 comme un véhicule dont le poids total autorisé en charge est au moins égal à 3,5 tonnes (PTAC ≥ 35 kN).
Cette définition diffère sensiblement de celle qui était prise en compte avant 1998 où le poids lourd était défini comme un véhicule dont la charge utile était au moins égale à 5 tonnes (CU ≥ 50 kN).

## La classe de trafic
La classe de trafic est définie par la limite supérieure de l’intervalle dans lequel se trouve le trafic moyen journalier annuel (TMJA) de poids lourds par sens de circulation, sur la voie la plus chargée.
| Classe | TMJA moyen par sens   |
| ------ | --------------------- |
| T5     | entre 0 et 25         |
| T4     | entre 25 et 50        |
| T3-    | entre 50 et 100       |
| T3+    | entre 100 et 150      |
| T2     | entre 150 et 300      |
| T1     | entre 300 et 750 PL   |
| T0     | entre 750 et 2000 PL  |
| TS     | entre 2000 et 5000 PL |
| T exp  | supérieur à 5000 PL   |

## La classe de trafic cumulé
La classe de trafic cumulé est définie par la limite supérieure de l’intervalle dans lequel se trouve le nombre de poids lourds par sens de circulation, sur la voie la plus chargée, cumulé sur la période de vie de la chaussée,
La durée de vie est habituellement prise à 20 ans pour les chaussées courantes. Pour les chaussées supportant un trafic très important, cette durée de vie pourra être prise à 30 ans.
Le calcul du nombre de poids lourds cumulé TCi20 ou 30 se calcule à l’aide de la formule suivante :

TCi20 ou 30=365 x T x C
Avec T : trafic poids lourds MJA à l’année de mise en service sur la voie la plus chargée,
C=d + t*d*(d-1)/2

Avec d : durée de dimensionnement initial de la chaussée (20 ou 30 ans)

t : taux de croissance linéaire annuelle du trafic lourds/100.
Cette formule n’est valable que dans les cas où les hypothèses de croissance de trafic lourd se réduisent à un seul taux de croissance annuelle se rapportant à l’année de service. Dans les autres cas, d’autres formules sont appliquées.
Dans tous les cas il est souhaitable de faire une étude de trafic pour définir le taux de croissance linéaire annuel (t) à retenir pour le projet et le trafic poids lourds MJA (T) attendu à la mise en service sur la voie la plus chargée. Néanmoins en l'absence d'éléments précis sur ce taux t, il sera pris égal à 2 % par défaut en veillant toutefois que ce taux ne conduise pas à atteindre la saturation de la voie.
Le tableau des classes de trafic TCi20 défini dans le catalogue des structures types de chaussées neuves (édition 1998) est le suivant :
| Classe | Trafic poids lourds cumulé à 20 ans exprimée en millions de poids lourds |
| ------ | ------------------------------------------------------------------------ |
| TC1    | entre 0 et 0,2                                                           |
| TC2    | entre 0,2 et 0,5                                                         |
| TC3    | entre 0,5 et 1,5                                                         |
| TC4    | entre 1,5 et 2,5                                                         |
| TC5    | entre 2,5 et 6,5                                                         |
| TC6    | entre 6,5 et 17,5                                                        |
| TC7    | entre 17,5 et 43,5                                                       |
| TC8    | supérieur à 43,5                                                         |

## Source
- Réseau routier national - Catalogue des structures types de chaussées neuves – Ministère de l’Equipement, des Transports et du Logement - (édition 1998)